# Młodzieżowe Mistrzostwa Europy w Lekkoatletyce 2011
8. Młodzieżowe Mistrzostwa Europy w Lekkoatletyce – zawody lekkoatletyczne dla sportowców do lat 23, które odbyły się w czeskiej Ostrawie pomiędzy 14 i 17 lipca 2011 roku. Miasto prawo do organizacji imprezy otrzymało podczas spotkania European Athletics w Birmingham w marcu 2007. Ostrawa wyrażała wówczas chęć organizacji czempionatu już w roku 2009 jednak na drodze losowania przegrała walkę o siódmą edycję mistrzostw z Kownem.
Ambasadorami imprezy wybrano utytułowanych czeskich lekkoatletów – Denisę Rosolovą, Šárkę Kašpárkovą, Jaroslava Bábę oraz Roberta Změlíka. Dwóm maskotom mistrzostw – po głosowaniu internetowym – nadano imiona Atli i Otli.
Trzykrotna medalistka imprezy Ukrainka Daria Piżankowa (złoto w biegach na 100 i 4 x 100 metrów oraz srebro w biegu na 200 metrów) oraz członkini ukraińskiej sztafety 4 x 100 metrów Ulana Łepska zostały zdyskwalifikowane za doping i odebrano im medale. Z tego samego powodu zdyskwalifikowano pierwotnego złotego medalistę w chodzie na 20 kilometrów – Rosjanina Piotra Bogatyriowa.

## Rezultaty
| PB – rekord życiowy \| SB – najlepszy wynik w sezonie \| CR – rekord mistrzostw \| NR – rekord kraju \| w – wynik uzyskany przy sprzyjającym wietrze o sile powyżej 2 m/s |

### Mężczyźni
| Konkurencja:                  | 1. miejsce                                                                        | Rezultat        | 2. miejsce                                                                                | Rezultat     | 3. miejsce                                                                 | Rezultat        |
| Bieg na 100 m                 | James Alaka                                                                       | 10,45           | Michael Tumi                                                                              | 10,47        | Andrew Robertson                                                           | 10,52           |
| Bieg na 200 m                 | Likurgos-Stefanos Tsakonas                                                        | 20,56 PB        | James Alaka                                                                               | 20,60        | Pavel Maslák                                                               | 20,67           |
| Bieg na 400 m                 | Nigel Levine                                                                      | 46,10           | Brian Gregan                                                                              | 46,12 PB     | Luke Lennon-Ford                                                           | 46,22           |
| Bieg na 800 m                 | Adam Kszczot                                                                      | 1:46,71         | Kevin López                                                                               | 1:46,93      | Mukhtar Mohammed                                                           | 1:48,01         |
| Bieg na 1500 m                | Florian Carvalho                                                                  | 3:50,42         | James Shane                                                                               | 3:50,58      | David Bustos                                                               | 3:50,59         |
| Bieg na 5000 m                | Sindre Buraas                                                                     | 14:22,69        | Ross Millington                                                                           | 14:22,78     | Jesper van der Wielen                                                      | 14:23,31        |
| Bieg na 10 000 m              | Sondre Nordstad Moen                                                              | 28:41,66 PB     | Ahmed El Mazoury                                                                          | 28:46,97 PB  | Musa Roba-Kinkal                                                           | 28:57,91 SB     |
| Bieg na 110 m przez płotki    | Siergiej Szubienkow                                                               | 13,56           | Balázs Baji                                                                               | 13,58 PB     | Lawrence Clarke                                                            | 13,62           |
| Bieg na 400 m przez płotki    | Jack Green                                                                        | 49,13           | Nathan Woodward                                                                           | 49,28        | Emir Bekrić                                                                | 49,61 PB        |
| Bieg na 3000 m z przeszkodami | Sebastián Martos                                                                  | 8:35,35         | Abdelaziz Merzougui                                                                       | 8:36,21      | Alexandru Ghinea                                                           | 8:38,51         |
| Sztafeta 4 × 100 m            | Włochy · Michael Tumi · Francesco Basciani · Davide Manenti · Delmas Obou         | 39,05           | Wielka Brytania · Andrew Robertson · Kieran Showler-Davis · Richard Kilty · Daniel Talbot | 39,10        | Niemcy · Florian Hübner · Maximilian Kessler · Robin Erewa · Felix Göltl   | 39,19           |
| Sztafeta 4 × 400 m            | Wielka Brytania · Nigel Levine · Thomas Phillips · Jamie Bowie · Luke Lennon-Ford | 3:03,53         | Polska · Michał Pietrzak · Jakub Krzewina · Łukasz Krawczuk · Mateusz Fórmański           | 3:03,62      | Rosja · Aleksiej Kenig · Anton Wołobujew · Artiom Ważow · Władimir Krasnow | 3:04,01         |
| Chód na 20 km                 | Dawid Tomala                                                                      | 1:24:21         | Dienis Striełkow                                                                          | 1:24:25      | Walerij Filipczuk                                                          | 1:24:30         |
| Skok w dal                    | Aleksandr Mieńkow                                                                 | 8,08            | Marcos Chuva                                                                              | 7,94         | Guillaume Victorin                                                         | 7,86 PB         |
| Trójskok                      | Sheryf El-Sheryf                                                                  | 17,72 CR PB     | Aleksiej Fiodorow                                                                         | 16,85        | Jurij Kowalow                                                              | 16,82           |
| Skok wzwyż                    | Bohdan Bondarenko                                                                 | 2,30 PB         | Siergiej Mudrow                                                                           | 2,30 PB      | Miguel Ángel Sancho                                                        | 2,21 =SB        |
| Skok o tyczce                 | Paweł Wojciechowski                                                               | 5,70 PB         | Karsten Dilla                                                                             | 5,60         | Dmitrij Żelabin                                                            | 5,55 PB         |
| Pchnięcie kulą                | David Storl                                                                       | 20,45 CR        | Dmytro Sawycki                                                                            | 19,18 PB     | Marin Premeru                                                              | 18,83           |
| Rzut dyskiem                  | Lawrence Okoye                                                                    | 60,70           | Mykyta Nesterenko                                                                         | 59,67        | Fredrik Amundgård                                                          | 59,42 SB        |
| Rzut młotem                   | Paweł Fajdek                                                                      | 78,54 PB        | Javier Cienfuegos                                                                         | 73,03        | Aleh Dubicki                                                               | 72,52           |
| Rzut oszczepem                | Till Wöschler                                                                     | 84,38 PB        | Fatih Avan                                                                                | 84,11        | Dmitri Tarabin                                                             | 83,18           |
| Dziesięciobój                 | Thomas Van der Plaetsen                                                           | 8157 pkt. NR PB | Eduard Michan                                                                             | 8152 pkt. PB | Mihail Dudaš                                                               | 8117 pkt. NR PB |

### Kobiety
| Konkurencja:                  | 1. miejsce                                                                               | Rezultat       | 2. miejsce                                                                              | Rezultat     | 3. miejsce                                                                        | Rezultat    |
| Bieg na 100 m                 | Andreea Ogrăzeanu                                                                        | 11,65          | Leena Günther                                                                           | 11,75        | Anna Kiełbasińska                                                                 | 11,77       |
| Bieg na 200 m                 | Anna Kiełbasińska                                                                        | 23,23 PB       | Moa Hjelmer                                                                             | 23,24        | Marit Dopheide                                                                    | 23,32       |
| Bieg na 400 m                 | Olga Topilska                                                                            | 51,45          | Julija Tieriechowa                                                                      | 52,63        | Lena Schmidt                                                                      | 52,66       |
| Bieg na 800 m                 | Merve Aydın                                                                              | 2:00,46 SB     | Lynsey Sharp                                                                            | 2:00,65 PB   | Aleksandra Bułanowa                                                               | 2:01,40     |
| Bieg na 1500 m                | Tuğba Karakaya                                                                           | 4:20,80        | Corinna Harrer                                                                          | 4:21,52      | Katarzyna Broniatowska                                                            | 4:22,06     |
| Bieg na 5000 m                | Layeş Abdullayeva                                                                        | 15:29,47 NR    | Jekatierina Gorbunowa                                                                   | 15:45,14     | Stevie Stockton                                                                   | 15:58,51 PB |
| Bieg na 10 000 m              | Layeş Abdullayeva                                                                        | 32:18,05 CR PB | Ludmyła Kowałenko                                                                       | 33:35,36     | Catarina Ribeiro                                                                  | 34:10,39 PB |
| Bieg na 110 m przez płotki    | Alina Tałaj                                                                              | 12,91 SB       | Lisa Urech                                                                              | 13,00        | Cindy Roleder                                                                     | 13,10       |
| Bieg na 400 m przez płotki    | Hanna Jaroszczuk                                                                         | 54,77 PB       | Hanna Titimeć                                                                           | 54,91        | Meghan Beesley                                                                    | 55,69 PB    |
| Bieg na 3000 m z przeszkodami | Gülcan Mingir                                                                            | 9:47,83        | Jana Sussmann                                                                           | 9:48,01      | Marija Szatałowa                                                                  | 9:48,22 SB  |
| Sztafeta 4 × 100 m            | Rosja · Jekatierina Fiłatowa · Alona Tamkowa · Jekatierina Kuzina · Nina Argunowa        | 44,14          | Francja · Yariatou Toure · Sarah Goujon · Orlann Ombissa · Cornnelly Calydon            | 44,26        | Wielka Brytania · Annabelle Lewis · Emily Diamond · Torema Thompson · Asha Philip | 44,34       |
| Sztafeta 4 × 400 m            | Rosja · Jewgienija Subbotina · Jekatierina Jefimowa · Julija Tieriechowa · Olga Topilska | 3:27,72        | Ukraina · Kateryna Plaszeczuk · Alina Łohwynenko · Hanna Jaroszczuk · Julija Oliszewska | 3:30,13      | Francja · Clemence Sorgnard · Marie Gayot · Elea Mariama Diarra · Floria Gueï     | 3:31,73     |
| Chód na 20 km                 | Julia Takács                                                                             | 1:31:55        | Antonella Palmisano                                                                     | 1:36:26      | Eleonora Giorgi                                                                   | 1:38:41     |
| Skok w dal                    | Daria Kliszyna                                                                           | 7,05 CR        | Ivana Španović                                                                          | 6,74 SB      | Sosthene Taroum Moguenara                                                         | 6,74 PB     |
| Trójskok                      | Paraskeví Papahrístou                                                                    | 14,40          | Carmen Toma                                                                             | 13,92        | Anna Jagaciak                                                                     | 13,86       |
| Skok wzwyż                    | Esthera Petre                                                                            | 1,98 =CR PB    | Oksana Okuniewa                                                                         | 1,94 PB      | Burcu Ayhan                                                                       | 1,94 NR PB  |
| Skok o tyczce                 | Holly Bleasdale                                                                          | 4,55           | Katerina Stefanidi                                                                      | 4,45 PB      | Annika Roloff                                                                     | 4,40 PB     |
| Pchnięcie kulą                | Jewgienija Kołodko                                                                       | 18,87          | Sophie Kleeberg                                                                         | 17,92 PB     | Melissa Boekelman                                                                 | 17,88       |
| Rzut dyskiem                  | Julia Fischer                                                                            | 59,60 PB       | Nastassia Kasztanawa                                                                    | 56,25        | Anita Márton                                                                      | 54,14       |
| Rzut młotem                   | Bianca Perie                                                                             | 71,59 CR SB    | Joanna Fiodorow                                                                         | 70,06 PB     | Sophie Hitchon                                                                    | 69,59 NR PB |
| Rzut oszczepem                | Sarah Mayer                                                                              | 59,29 PB       | Wira Rebryk                                                                             | 58,95        | Oona Sormunen                                                                     | 58,54       |
| Siedmiobój                    | Grit Šadeiko                                                                             | 6134 pkt. PB   | Kateřina Cachová                                                                        | 6123 pkt. PB | Jana Maksimawa                                                                    | 6075 pkt.   |

## Klasyfikacja medalowa

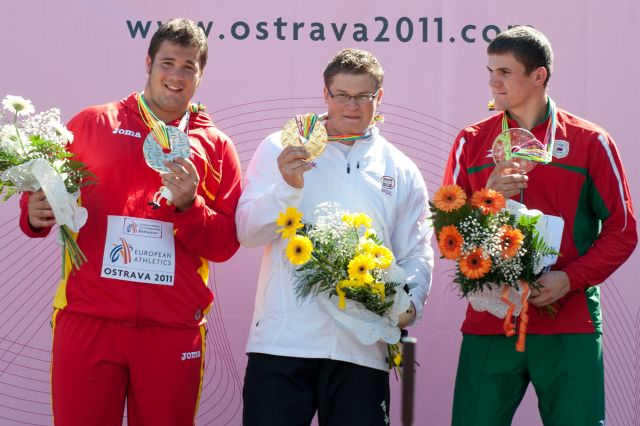
Medaliści rzutu młotem mężczyzn

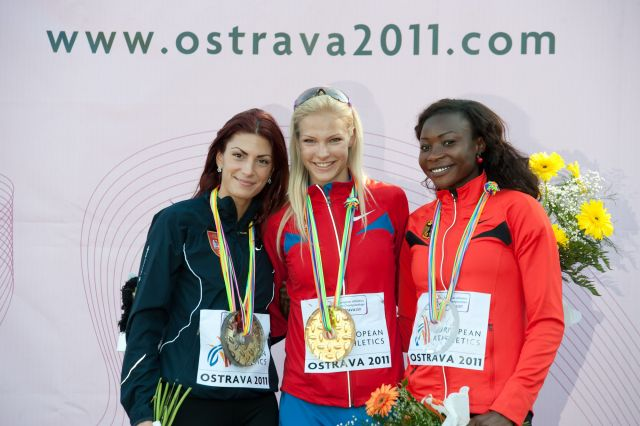
Medalistki skoku w dal kobiet

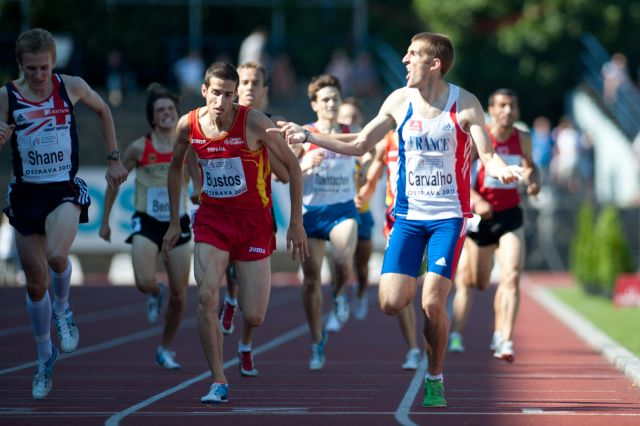
Finał biegu na 1500 metrów mężczyzn

| Miejsce | Kraj            | Złoto | Srebro | Brąz | Razem |
| 1       | Rosja           | 11    | 5      | 5    | 21    |
| 2       | Wielka Brytania | 6     | 5      | 9    | 20    |
| 3       | Niemcy          | 4     | 4      | 7    | 15    |
| 4       | Polska          | 4     | 3      | 3    | 10    |
| 5       | Ukraina         | 3     | 7      | 1    | 11    |
| 6       | Rumunia         | 3     | 1      | 1    | 5     |
| 7       | Grecja          | 2     | 1      | 0    | 3     |
| 8       | Norwegia        | 2     | 0      | 1    | 3     |
| 9       | Azerbejdżan     | 2     | 0      | 0    | 2     |
| 10      | Hiszpania       | 1     | 3      | 3    | 7     |
| 11      | Turcja          | 1     | 3      | 1    | 5     |
| 12      | Białoruś        | 1     | 2      | 2    | 5     |
| 13      | Włochy          | 1     | 2      | 0    | 3     |
| 14      | Francja         | 1     | 1      | 2    | 4     |
| 15      | Belgia          | 1     | 0      | 0    | 1     |
| 15      | Estonia         | 1     | 0      | 0    | 1     |
| 17      | Serbia          | 0     | 1      | 2    | 2     |
| 18      | Czechy          | 0     | 1      | 1    | 2     |
| 18      | Węgry           | 0     | 1      | 1    | 2     |
| 18      | Portugalia      | 0     | 1      | 1    | 2     |
| 21      | Irlandia        | 0     | 1      | 0    | 1     |
| 21      | Szwajcaria      | 0     | 1      | 0    | 1     |
| 23      | Holandia        | 0     | 0      | 3    | 3     |
| 24      | Chorwacja       | 0     | 0      | 1    | 1     |
| 24      | Finlandia       | 0     | 0      | 1    | 1     |
| 24      | Szwecja         | 0     | 0      | 1    | 1     |

## Rekordy
Podczas zawodów ustanowiono 9 krajowych rekordów w kategorii seniorów:
| Zawodnik                | Reprezentacja   | Konkurencja                   | Rezultat  |
| ----------------------- | --------------- | ----------------------------- | --------- |
| Thomas van der Plaetsen | Belgia          | dziesięciobój lekkoatletyczny | 8157 pkt. |
| Mihail Dudaš            | Serbia          | dziesięciobój lekkoatletyczny | 8117 pkt. |
| Layeş Abdullayeva       | Azerbejdżan     | bieg na 5000 m                | 15:29,47  |
| Martina Tresch          | Szwajcaria      | bieg na 3000 m z przeszkodami | 9:51,96   |
| Vera Barbosa            | Portugalia      | bieg na 400 m przez płotki    | 55,81     |
| Burcu Ayhan             | Turcja          | skok wzwyż                    | 1,94      |
| Trine Mulbjerg          | Dania           | pchnięcie kulą                | 15,46     |
| Sophie Hitchon          | Wielka Brytania | rzut młotem                   | 69,59     |
| Lucija Cvitanović       | Chorwacja       | siedmiobój lekkoatletyczny    | 5438 pkt. |

## Występy Polaków
- Osobny artykuł: Polska na Młodzieżowych Mistrzostwach Europy w Lekkoatletyce 2011.